# Iowa Center
Iowa Center est une communauté non constituée en municipalité, du comté de Story en Iowa, aux États-Unis.
Les bureaux de la poste sont inaugurés à Iowa Center en 1893 et sont fermés en 1913.

## Source de la traduction
- (en) Cet article est partiellement ou en totalité issu de l’article de Wikipédia en anglais intitulé « Iowa Center, Iowa » (voir la liste des auteurs).